# Ernest Ballif
Ernest Ballif (n. 1871 – d. 1940) a fost un general român, administrator al Domeniilor Coroanei. A fost aghiotantul Regelui Ferdinand și apoi, între anii 1916-1919, al Reginei Maria.
Generalul Ballif a făcut parte din Consiliul de Coroană și a fost, până la moarte, președinte al Fundației „Regele Ferdinand I”.
A fost administratorul Domeniului Coroanei din 1920 până la moarte. În perioada august 1936 - martie 1937 a fost mareșalul Curții Regale.

## Familia
Ernest Ballif este fratele lui Leon Ballif, medic psihiatru, profesor la Facultatea de Medicină din Iași, rector al Universității „Alexandru Ioan Cuza” din Iași între anii 1947-1948 și director al Spitalului „Socola” din Iași.

## Vezi și
- Queen Marie of Romania (2019)